# Polyorchis haplus
Polyorchis haplus är en nässeldjursart som beskrevs av Tage Skogsberg 1948. Polyorchis haplus ingår i släktet Polyorchis och familjen Polyorchidae. Inga underarter finns listade i Catalogue of Life.